# Platypalpus anomalitarsis
Platypalpus anomalitarsis är en tvåvingeart som beskrevs av Chvala och Nikolai Vasilevich Kovalev 1974. Platypalpus anomalitarsis ingår i släktet Platypalpus och familjen puckeldansflugor. Inga underarter finns listade i Catalogue of Life.